# Филип Дж. Фрай
Фи́лип Джей Фрай (англ. Philip J. Fry; родился 14 августа 1974 года), или просто Фрай — главный герой мультсериала Футурама (в оригинальной версии озвучен Билли Уэстом), неудачник и бездельник. Фрай — парень из XX века, работавший разносчиком пиццы, проснувшийся в XXX веке после того, как случайно попал в криогенную камеру и был заморожен в канун 1 января 2000 года. В сериале упоминается его возраст — 25 лет.
Имя Филип было дано Фраю Мэттом Грейнингом в память о Филе Хартмане, который был отобран для озвучивания сериала, но погиб ещё до начала работы.

## Детство
Фрай родился 14 августа 1974 года в Бруклине, Нью-Йорк. Он был вторым, младшим сыном в семье, его старшего брата звали Йенси.
В детстве Фрай был довольно активным: ходил на танцы, виртуозно танцевал брейк-данс, играл в баскетбол. Однажды нашёл лист клевера с семью листочками, который принёс ему удачу, и Фрай выиграл у своего брата в баскетбольном матче. Позже Фрай спрятал клевер от своего брата в конверте от грампластинки и запер его в сейфе в семейном бомбоубежище.
В детстве был в составе группы брейкеров, и однажды выполнил (с помощью всё того же клевера) семиколенное вращение на голове. Он и его брат нередко ссорились между собой, так как Йенси завидовал Филипу, потому что хотел носить имя отличное от имён отца и деда, хотел иметь клевер брата и быть более удачливым, подражал его движениям и «космическому стилю».

## Юношество
Подросток-Фрай — типичный неудачник, слегка чокнутый. Обычно вместо уроков он проводил время за видеоиграми. Он любил играть в Space Invaders, слушая группу Rush и попивая «Шасту» — до тех пор, пока его глаза не наливались кровью. У него было как минимум три сердечных приступа, вызванных потреблением дикого количества газировки (более ста банок в неделю, о чём упоминается в эпизоде «Fry and the Slurm Factory») и 100 чашек выпитого кофе за неделю («Three Hundred Big Boys»).
В другой реальности, показанной «Что-Если машиной» профессора Фарнсворта, когда Фрай спросил, какой была бы жизнь, если бы она была похожей на видеоигру, его опыт стал полезен, когда он был вызван генералом Пакманом, чтобы защитить Землю от космических захватчиков, группы персонажей из игры Space Invaders с планеты Nintendo 64.
Если не брать в расчёт видеоигры, Фрай был законченным неудачником. Он вылетел из колледжа Coney Island, не проучившись и 3-х недель. В одном из эпизодов Фрай заявляет, что не учился в школе, потому что его родители считали это пустой тратой денег налогоплательщиков.

## Взрослая жизнь
В 1999 году Фрай встречался с девушкой по имени Мишель и работал курьером в «Пиццерии Пануччи». Жизнь у него пустая, его ничего не интересует, кроме, разве что, игровых автоматов. Жил он, судя по всему, у Мишель. 31 декабря 1999 Мишель отшила его, и ему надо было доставить пиццу в криогенную лабораторию. Однако только там он заметил, что это был розыгрыш — пиццу надо было доставить I.C.Wiener (I.C. Wiener звучит так же как I See Wiener. А wiener (с англ. — «венская сосиска») — одно из сленговых названий пениса (другой вариант Icy Wiener: Icy — холодный, ледяной — намёк на лабораторию криозаморозок). Он сидел один в пустом здании лаборатории и качался на стуле, поедая пиццу, когда часы пробили полночь, и в этот момент Фрай упал со стула и попал в криогенную капсулу, в которой был заморожен на 1000 лет и был разморожен только 31 декабря 2999 года. Позднее, в эпизоде «The Why of Fry», оказалось, что это Зубастик подтолкнул Фрая, чтобы он упал в криокамеру, для того чтобы Фрай спас вселенную в серии «The Day the Earth Stood Stupid». В этом же эпизоде выяснилось, что Фрая подтолкнул сам Фрай, из будущего. Причина — девушка: Зубастик заключает с Фраем сделку — Филип помогает защищать Вселенную от грозящих ей в XXXI веке опасностей, а зубастильонцы, в свою очередь, помогают ему добиться взаимности от Лилы.
Пытаясь привыкнуть к условиям XXXI века, Фрай добивается дружбы с одноглазой девушкой Лилой и роботом-сгибальщиком Бендером. Вместе они находят единственного живого родственника Фрая, старого профессора Хьюберта Фарнсворта, который берёт их на работу в свою компанию по доставке грузов «Planet Express».
Фрай оказался один в неизведанном мире, и приложил все усилия, чтобы почувствовать себя снова в двадцатом веке. У него была крупная сумма денег в банке, и он купил себе роскошную квартиру и обставил её в стиле двадцатого века (однако лишился её из-за происков Мамочки). Когда он узнал, что учёные нашли окаменелые останки его пса Сеймура, он приложил все усилия, чтобы оживить его, но когда узнал, что Сеймур после его исчезновения прожил ещё 12 полных лет, свернул проект. Однако он не знал что Сеймур все 12 лет прождал Фрая у «Пиццерии Пануччи».
Как видно в некоторых эпизодах, Фрай влюблён в капитана корабля — Туранга Лилу. Их отношения, хоть и с переменным успехом, но развиваются. И если в серии A Flight To Remember Лила грозит сломать ему руку, которую он положил ей на плечо, то в серии The Prisoner of Benda она пытается выяснить, насколько искренне Фрай её любит.
Кроме того, именно Лила по сути заставляет Фрая взрослеть: ради неё он начинает учиться играть на голофоне (к сожалению, неудачно), становится пилотом (и даже пару раз участвует в космических сражениях). Однако у него были романы и с другими девушками.
Хотя Фрай и взрослеет, его личность остаётся личностью ребёнка с низким уровнем культуры, и он кажется тяжёлым на подъём. Он хорошо осведомлён в развлекательных областях, таких как видеоигры, телевидение, кино.

### Возраст Фрая
Фрай был заморожен в возрасте 25 лет на срок в 1000 лет, таким образом, на момент начала сериала его реальный возраст 1025 лет. Длительность событий сериала составляет 11 лет. В возрасте 33 лет, согласно событиям первого фильма, Фрай отправился в прошлое и заморозил себя повторно на 1007,95 лет.
В 1-й серии 6-го сезона он вообще погиб и был полностью выращен заново из своих останков. Кроме того, в серии «The Late Philip J. Fry» в машине времени Профессора он дважды наблюдал рождение и смерть Вселенной, это примерно 2 триллиона 1 тысяча лет. В этой ситуации его физический и биологический возрасты почти не изменились в соответствии с выбранной идеей темпоральных перемещений, когда сами путешественники при перемещении находятся в своём локальном времени. Его биологический возраст к этому моменту также точно неизвестен, так как в эпизоде «Teenage Mutant Leela's Hurdles» он омолаживается на год — полтора. Соответственно, к 3012 году биологический возраст Фрая, предположительно, 35-37 лет.

## Альтернативное прошлое
В «Футурама: Большой куш Бендера» Фрай возвращается в 1 января 2000 года для того, чтобы сбежать от заражённого вирусом покорности Бендера, которому было приказано убить лучшего друга. Также Фрай бежит в прошлое потому, что его огорчает влюбленность Лилы и Ларса, работника Музея Голов.
После побега от Бендера в прошлом, Фрай решает вернуться на час назад, чтобы съесть пиццу, доставленную им в лабораторию прикладной криогеники. Вернувшись, он сталкивается со своим временны́м двойником (им же час назад) и затем, пытаясь достать деньги XX столетия из кармана Фрая, уже замороженного в криогенной камере, случайно падает в неё. В то время как настоящий Фрай возвращается к своей жизни в 31-м веке, его двойник продолжает жить в 21-м, работает курьером пиццы и переезжает в квартиру на втором этаже того здания, в котором находится «Пиццерия Пануччи». Он живёт обычной жизнью: веселится со своим псом Сеймуром, общается с семьёй. Но в то же время Фрай находится в глубокой депрессии, поскольку он знает, что никогда вновь не увидит Лилу.
Решив, что надо идти вперёд по жизни, Фрай находит новую работу в дельфинарии, где он быстро находит контакт с такой же подавленной, как и он сам, самкой нарвала Лилу́. Тем не менее, через десять лет руководство дельфинария решает выпустить Лилу́ в открытый океан. Фрай, думая, что Лилу́ не сможет жить без него после десяти лет, проведённых вместе, решает выследить её в Арктике. В итоге он находит Лилу́ и ловит её, разлучив с парой-самцом. Заметив её беспокойство, он вскоре понимает свою ошибку и отпускает нарвала, поняв, что она будет счастливее со своей парой. Фрай возвращается в Нью-Йорк и говорит, что главное для него — это счастье Лилу́, так же, как и счастье Ли́лы и Ларса.
В это время Бендер, оставшийся в прошлом и всё ещё запрограммированный убить Фрая, стреляет лазерным лучом в квартиру Фрая, чем вызывает взрыв, поджигающий всё помещение. Огонь сжигает волосы на голове Фрая и, по-видимому, повреждает его гортань и тем самым меняет голос. Фрай, глядя на себя в зеркало, понимает, что Ларс — это он. Фрай направляется в лабораторию прикладной криогеники, пробирается в камеру Мишель и ставит таймер на разморозку в 3002 году.
Фрай/Ларс устраивается на работу в Музей Голов, где почти через 6 лет встречает Ли́лу. После нескольких свиданий с Лилой они обручаются, но на их свадьбе он узнаёт, что, будучи временным двойником Фрая, должен умереть во избежание создания временного парадокса. Ларс отменяет свадьбу и позже жертвует собой для спасения Лилы и тем самым уничтожает временного двойника Фрая. Он объясняет всё Лиле, Фраю и остальным в своей последней воле, записанной на видео и воспроизведённой на его похоронах. Ларс умер в возрасте примерно 49 лет (Фраю было 25, когда он попал в 3000 год, и 32, когда он вернулся в прошлое (декабрь 2007 года). Он провёл там 12 лет, вернувшись в возрасте 44 лет в 3002 год только для того, чтобы встретиться с Лилой через 5 лет, в 2007 году, в возрасте 49 лет).

## Характер и внешний вид
По характеру, Фрай — глупый, инфантильный неудачник, не желающий ничего менять в своей жизни. Из-за невероятной лени он просто неспособен к длительным мыслительным процессам. Фрай не особо интеллигентен и ведёт беззастенчивый, наглый образ жизни. Он живёт в квартире своего лучшего друга Бендера и почти никогда не занимается уборкой. Любит смотреть шоу «Бессмысленнейшая бессмыслица мира» и петь «Walking on Sunshine», когда принимает душ, любит завтраки «Холостяцкая жрачка» («Bachelor Chow»), которые он заливает водой из крана, любит грейпфрутовый сок, в одной из серий сутки пил только кофе, а также в одной из серий получил зависимость от напитка «Slurm».
Внешность Фрая: рыжевато-каштановые волосы, которые всегда небрежно растрепаны, он не худой, но не спортивного телосложения, среднего роста. Одет обычно в прямые синие джинсы, чёрные с белыми шнурками кроссовки, белую футболку и короткую куртку — парку алого цвета с карманами, но для особых случаев Фрай надевает смокинг.

## Особенность
Фрай обладает генетической аномалией, блокирующей его мозговые дельта-волны из-за того, что он является собственным дедушкой (см. «Roswell That Ends Well»). Эта особенность помогла ему спасти вселенную от расы гигантских летающих мозгов (см. «The Day the Earth Stood Stupid»).
В 26-й серии 6-го сезона Фрай участвует в конкурсе школьных экспериментов для НАСА. Здесь же выясняется что Фрай левша.

## Семья
- Хьюберт Фарнсворт — пра-пра-пра…(Х30)-пра-племянник и в то же время пра-пра-пра…(X32)-пра-внук Фрая.
- Флойд Фарнсворт — пра-пра-пра…(Х30)-пра-племянник и в то же время пра-пра-пра…(Х32)-пра-внук Фрая (младший брат Профессора)
- Кьюберт Фарнсворт — клон профессора Фарнсворта.
- Игнар — пра-пра-пра…(Х31)-пра-пра-племянник и в то же время пра-пра-пра…(Х33)-пра-пра-внук Фрая, сын профессора Фарнсворта.
- Йенси Фрай мл. — старший брат и внук Фрая (так как Фрай — свой собственный дедушка).
- Филип Дж. Фрай II — племянник Фрая и одновременно его правнук, названый в его честь.
- Йенси ст. и Миссис Фрай — родители (Миссис Фрай девичья фамилия Глайснер, Йенси также является сыном Фрая, см. выше)
- Инос (Энос) Фрай — настоящий дедушка Фрая (а так он никто Фраю), погибший по его вине в событиях серии «Roswell That Ends Well».
- Милдред Фрай — бабушка, показанная в той же серии.
- Туранга Лила, бывшая жена (эпизод «Time keeps on Slipping»), любимая девушка. В конце сериала второй раз становится женой Фрая (эпизод «Meanwhile»).
- Ларс Филлмор, временной двойник Фрая, возрастом 45 лет (первый фильм).
- Йиво — бывшее «супруго» (средний род, «второй фильм»).

## Друзья

### Бендер Сгибальщик Родригес
Фрай встретил Бендера в первом эпизоде сериала, после неудачной попытки суицида. Бендер стал первым другом Фрая в новом мире. Во время совместной работы в Planet Express они стали ближе друг к другу. Они решили снять квартиру, и Бендер добровольно обрезал свою антенну, которая мешала телевизору ловить сигнал. После этого они переехали в старую квартиру Бендера, где жилая комната размером со шкаф, и наоборот.
Бендер и Фрай за долгое время своей дружбы прошли много испытаний деньгами, славой, опасностью для жизни. К примеру, когда нашёлся пёс Фрая, Сеймур, Фрай всё время проводил с ним, забыв о Бендере.

### Сеймур
В XX веке, когда Фрай работал курьером, он повстречал собачку по имени Сеймур, и вскоре они подружились. Сеймур мог напевать I’m Walking on Sunshine. В XXXI веке Сеймур был найден в музее, окаменевшим в глыбе доломита, и Фрай успешно апеллировал по поводу возвращения ему его собаки. После тщательного взвешивания Фрай решил не клонировать собаку, так как узнал, что она прожила ещё 12 лет без него. Он не мог знать, что все эти 12 лет собака провела у дверей «Пиццы Пануччи» — места, где Фрай работал курьером (пародия и отсылка к истории «Хатико»). Окаменелость собаки произошла по вине Бендера («Футурама: Большой куш Бендера»), когда тот вернулся в прошлое, чтобы убить Фрая.

### Лилу
Самка нарвала, которую «альтернативный» Фрай вы́ходил (в первом фильме), когда она умирала от голода в Нью-Йоркском океанариуме. Именно из-за неё он и стал там работать. Была выпущена на волю и нашла себе пару в Арктике. Беспокоясь о питомице, Фрай снарядил арктическую экспедицию для поисков, в которой провёл два года.

## Отношения
- Мишель — девушка Фрая в XX веке. Постоянно ему изменяла, и из-за угрызений совести по этому поводу бросила его. В серии «The Cryonic Woman» оказывается, что её тоже заморозили на 1000 лет и теперь она проснулась в будущем. Они снова начинают встречаться, но Мишель снова бросает Фрая.
- Эми Вонг — встречалась с Фраем в серии «Put Your Head on My Shoulder», но быстро надоела Фраю. Однако после аварии на Меркурии ему пришлось некоторое время побыть в качестве второй головы на её теле, пока его настоящее тело было «в ремонте».
- Туранга Лила. Фрай испытывает к ней сильные чувства, к сожалению, неразделённые в большинстве серий. Однако к концу 5 сезона становятся парой. В конце 7 сезона Фрай делает ей предложение, и Лила выходит за него замуж.
- Робот-двойник Люси Лю — в эпизоде «I Dated a Robot» Фрай узнаёт, что в будущем можно создавать роботов-двойников знаменитостей, чтобы использовать их для сексуального удовлетворения. Но позже киберклон жертвует собой ради Фрая, которого действительно полюбила.
- Морган Проктор. Домогалась Фрая, и даже успешно. Когда Бендер узнал об их отношениях, в отместку, она вытащила из его головы диск с записанной на нём личностью Бендера, а Фрай, будучи не в силах терпеть такое обращение со своим другом, порвал с ней.
- Русалка Умбриэль
- Коллин. Какое-то время жили вместе, но из-за непостоянства Коллин (вместе с Фраем она жила ещё с 5 парнями) расстались.
- Йиво. Инопланетное существо («Футурама: Зверь с миллиардом спин»), пришедшее на Землю с целью «по-любить» всех землян. Среднего рода.
- Эдна — прекрасная декаподианка (по декаподианским меркам), возлюбленная Зойдберга, из-за которой они сражались на поединке Большой клешни (эпизод Why Must I Be a Crustacean in Love?)
- Робокопия Лилы
- Женщины Амазонии: Орник. Занималась с Фраем сну-сну (то есть сексом) на Амазонии. Она сочла, что Фрай весьма хорош в этом.
- Милдред Фрай — в эпизоде «Roswell That Ends Well» Фрай оказывается в 1947 году в доме своей бабушки, которая недавно овдовела. Решив во время разговора с ней, что она не может быть его настоящей бабушкой, иначе он бы уже исчез, он утешает вдову, а на утро выясняется, что теперь он стал своим дедушкой, вследствие чего, возможно, у него отсутствуют дельта-волны мозга.

## Достижения
- Имея низкооплачиваемую работу, нескольких друзей и комнату в «шкафу» робота, Фрай никому не завидует.
- За 1000 лет его банковский счёт вырос с 93 центов до 4,3 млрд долларов, но позже из-за его глупости деньги украли («A Fishful of Dollars»). Что интересно, чтобы в реальной жизни за 1000 лет получить 4,3 млрд долларов из 93 центов необходима процентная ставка равная 2,250392908410735624 % годовых.
- Купил последнюю консервную банку с анчоусами в мире за 50 миллионов долларов и съел с пиццей (вернее, бо́льшую часть съел Зойдберг). «A Fishful of Dollars».
- Всё ещё имеет 8 миллиардов долларов вне оборота, заработанных на продаже попплеров, совместно с Бендером. «The Problem with Popplers».
- Спас Нью-Йорк от кучи мусора из XXI века благодаря своему «таланту» мусорить. «A Big Piece of Garbage».
- Спас Землю от пришельцев с планеты Омикрон Персей 8, когда вспомнил о шоу тысячелетней давности «Одинокая женщина-адвокат». В той же серии выясняется, что Фрай неплохо управляется с бортовым орудием корабля «Межпланетного Экспресса» — в космическом бою он своей меткой стрельбой взорвал один из кораблей омикронианцев. Впрочем, это вторжение вызвал также Фрай, проливший в XX веке на пульт телестудии банку пива и тем самым прервавший трансляцию любимого пришельцами шоу. «When Aliens Attack».
- Выиграл соревнование за приз — путешествие на фабрику Слёрма, при этом раскрыл страшный секрет производства, но решил не разглашать его («Fry and the Slurm Factory»).
- Нашёл место первой высадки на Луну, давным-давно потерянное в будущем. «The Series Has Landed».
- Вернул на Землю посадочный модуль первой экспедиции на Луну, который до этого был в 2348 году возвращен из музея на место первой высадки.
- Был вице-президентом Planet Express (PlanEx) в эпизоде «Future Stock».
- Был главным курьером Planet Express в эпизоде «How Hermes Requisitioned His Groove Back».
- При помощи клевера-семилистника выполнил семикратное вращение на голове «The Luck of the Fryrish».
- Является дядей и тёзкой командира первой марсианской экспедиции, именно благодаря его клеверу-семилистнику первая экспедиция на Марс была успешной «The Luck of the Fryrish».
- Единственный человек на Земле, являющийся собственным дедушкой, и, как следствие, единственный человек столь ограниченного идейного мышления. «Roswell That Ends Well».
- Дважды победил расу Мозгов, помешав им уничтожить галактику из-за того, что являлся единственным человеком на Земле, не издававшим «мозговых волн», вследствие того, что является собственным дедушкой: «The Day the Earth Stood Stupid», «The Why of Fry».
- В сериях «Why Must I Be A Crustacean in Love?» и «Bender’s Big Score» есть намёк, что у Фрая маленький размер полового члена.
- Фрай считается зубастильонцами самой важной персоной в галактике, так как он один способен сопротивляться расе Мозгов (такого же мнения придерживаются ещё несколько древних и могучих рас).
- Наравне с Турангой Лилой упоминается в древнем Зубастильонском Пророчестве.
- Дважды был великолепен в игре на голофоне, когда паразиты сделали его суперинтеллектуалом («Parasites Lost») и когда заполучил руки Робота-Дьявола («The Devil's Hands Are Idle Playthings»).
- Заработал много денег от голофонических выступлений, когда владел руками Робота-Дьявола «The Devil's Hands Are Idle Playthings».
- При всем желании не может играть на голофоне четко — вследствие особенностей мозга Фрая прибор временами играет полную чушь.
- Короткий промежуток времени был императором Фраем Твёрдым на планете Трисол, которая находится в тёмных глубинах Запретной зоны «My Three Suns».
- Успешно вылетел из Марсианского университета «Mars University».
- Может танцевать как робот, причём неплохо.
- Фрай пережил три сердечных приступа, связанных с потреблением колы.
- Написал и исполнил, с переменным успехом, оперу в честь Лилы «Лила — сирота звёзд» (эпизод «The Devil's Hands Are Idle Playthings»).
- Однажды выпил 100 чашек кофе за одну неделю, после чего его рефлексы настолько ускорились, что он перешёл (видимо временно) на околосветовую скорость, и смог спасти множество людей из пожара. Кроме того, он потушил пожар в том музее и спас все шедевры «Three Hundred Big Boys».
- Добился, чтобы подземным мутантам предоставили такие же права как и у остальных («The Mutants Are Revolting»).
- Во время аномалий со временем был женат на Лиле, разведён с ней. Добился этого путём выстраивания из звёзд фразы «I LOVE YOU, LEELA» «Time Keeps on Slippin'».
- Фрай пережил сердечный приступ в серии «Ghost in the Machines»
- Непродолжительное время служил в полицейском управлении Нью-Нью-Йорка. Был назначен на должность детектива и немедленно отправлен в отставку («Law and Oracle»).
- Был проткнут насквозь жалом космической пчелы и остался жив, так как весь яд достался Лиле, которую он пытался прикрыть телом, а ему пересадили селезёнку мотогонщика «The Sting».
- Самый старый в династии Фарнсвортов.
- Полюбился женщинам планеты Амазония за отличное умение делать «Сну-сну» «Amazon Women in the Mood».
- Спас жизнь ботанику, оттолкнув его от огромного шара «Ghost in the Machines».
- Командуя неандертальцами, разгромил войска Зеппа Браннигана «Fun on a Bun».
- В серии The Butterjunk Effect спас жизнь Лилы и Эми, участвующим в рестлинге на Луне.